# Raketentest

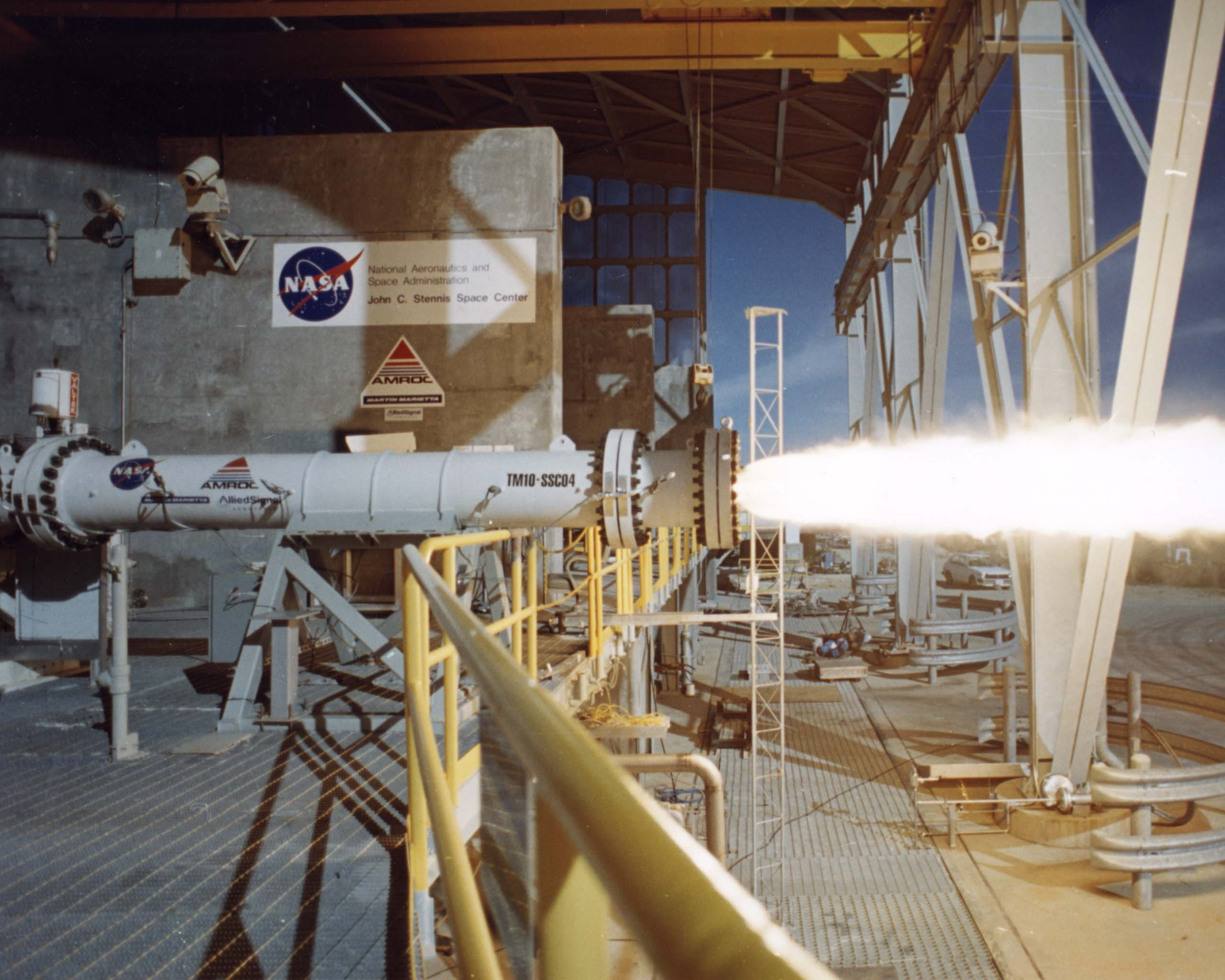
AMROC Test eines Hybridraketenmotors 1994 am Stennis Space Center.

Als Raketentest wird das Prüfen der Funktionsfähigkeit eines neu entwickelten oder umgebauten Raketenantriebs bezeichnet. Solche Tests sind in großer Anzahl notwendig, um schrittweise alle Aggregate auf ihre einwandfreie Funktion zu prüfen und zuletzt ihre gegenseitige Abstimmung im Gesamtsystem Rakete zu verfeinern.
Eine Rakete besteht aus vielen tausend Einzelteilen, deren reibungslose Funktion zu fast 100 % gewährleistet sein muss, um die Versagenswahrscheinlichkeit unter einigen Prozent oder Promille zu halten. Die größten Herausforderungen bestehen in der notwendigen Hitzebeständigkeit (extreme Temperaturen in der Brennkammer), der mechanischen Stabilität – auch gegen die bei jedem Start auftretenden Vibrationen – sowie der verlässlichen Steuerung und Bannung der Explosionsgefahr.
Seit der Entwicklung der ersten größeren Raketen in den 1920er Jahren (u. a. durch Raketenpioniere wie Robert Goddard und Max Valier) werden Raketentests in mehreren Stufen vorgenommen: Hitzebeständigkeit des Materials, Treibstoffkomponenten und Effektivität der Verbrennung, Optimierung von Brennkammer- und Düsenform (siehe Lavaldüse), Bodentests am Raketenprüfstand, erste Flugtests, Optimierung der Kreiselsteuerung, sowie Flugtests unter Belastung.
Infolge der hohen Explosionsgefahr kam es in den Anfangszeiten oftmals zu schweren Unfällen – von denen die Raumfahrt allerdings bis heute nicht gänzlich verschont bleibt – aber auch zur optimalen Abstimmung der einzelnen Testphasen aufeinander.
Deutsche Ingenieure um Wernher von Braun brauchten während des Zweiten Weltkriegs rund 400 Testschüsse, bis das Aggregat 4 (V2) einsatzbereit war.
Heute benutzen die Massenmedien das Wort Raketentest vornehmlich für die ersten Flug- bzw. Weitentests von militärischen Raketen, die insbesondere bei potentiellen Atommächten wie Pakistan oder als unberechenbar eingestuften Staaten wie Iran oder Nordkorea für große politische und mediale Aufmerksamkeit sorgen. Zum Beispiel scheiterte im April 2012 der dritte nordkoreanische Raketentest hintereinander.
Bei der Erprobung von Raketenwaffen kommt zur reinen Funktionskontrolle auch das einwandfreie Zusammenwirken mit dem Raketenträger (insbesondere einem Flugzeug) und dem Bedienungspersonal. Wie wichtig auch diese Tests sind, zeigt ein skurriler Flugunfall, der den zwei beteiligten Piloten den humorigen Titel „Die Tomcat-Piloten, die sich selbst abschossen“ bescherte. Bei einem Waffentest am 20. Juni 1973 kollidierte der Prototyp einer Grumman F-14 mit einer kurz zuvor von ebendieser Maschine abgeschossenen AIM-7-Sparrow-Rakete. Die Jetbesatzung konnte sich gerade noch mit dem Schleudersitz retten.